# Лаубенхајм
Лаубенхајм (њем. Laubenheim) општина је у њемачкој савезној држави Рајна-Палатинат. Једно је од 119 општинских средишта округа Бад Кројцнах. Према процјени из 2010. у општини је живјело 766 становника. Посједује регионалну шифру (AGS) 7133056.

## Географски и демографски подаци
Лаубенхајм се налази у савезној држави Рајна-Палатинат у округу Бад Кројцнах. Општина се налази на надморској висини од 110 метара. Површина општине износи 3,3 km². У самом мјесту је, према процјени из 2010. године, живјело 766 становника. Просјечна густина становништва износи 229 становника/km².